# Il Giallo Mondadori Sherlock dal 101 al 200
|  | I 100 precedenti: Il Giallo Mondadori Sherlock da 1 a 100 |

## Dal N.101 al N.200
| N.  | Titolo complessivo                                      | Autore/i e titoli dei singoli romanzi/racconti                 | Titolo originale                                                                    | Anno originale | Pubblicazione  |
| --- | ------------------------------------------------------- | -------------------------------------------------------------- | ----------------------------------------------------------------------------------- | -------------- | -------------- |
| 101 | Sherlock Holmes: l'uomo che scompare                    | Philip Purser-Hallard                                          | Sherlock Holmes: The Vanishing Man                                                  | 2019           | gennaio 2023   |
| 102 | Sherlock Holmes: il delitto Trepoff                     | Luca Sartori                                                   |                                                                                     |                | febbraio 2023  |
| 103 | Sherlock Holmes: i delitti della contea                 | Margaret Walsh                                                 | Sherlock Holmes and the Case of the Perplexed Politician                            | 2020           | marzo 2023     |
| 104 | Sherlock Holmes: il mistero del dardo sibilante         | Rex Harpham                                                    | Sherlock Holmes and the Case of the Hissing Shaft                                   | 2020           | aprile 2023    |
| 105 | Sherlock Holmes: il gioco di specchi                    | Richard T. Ryan                                                | Through A Glass Starkly: A Sherlock Holmes Adventure                                | 2020           | maggio 2023    |
| 106 | Sherlock Holmes: il caso Van Gogh                       | David MacGregor                                                | Sherlock Holmes and The Adventure of The Elusive Ear                                | 2021           | giugno 2023    |
| 107 | Sherlock Holmes: il teatro dei veleni                   | Roger Riccard                                                  | Sherlock Holmes and the Case of the Poisoned Lilly                                  | 2012           | luglio 2023    |
| 108 | Uno studio a sei zampe e altre storie                   | AA.VV.                                                         | antologia di racconti                                                               |                | agosto 2023    |
| 109 | Sherlock Holmes: la tomba di Lincoln                    | Richard Krevolin-John Raffensperger                            | Sherlock Holmes at Lincoln's Tomb                                                   | 2021           | settembre 2023 |
| 110 | Sherlock Holmes: il tesoro del re dei veleni            | Paul D. Gilbert                                                | The Treasure of the Poison King: A Sherlock Holmes Adventure                        | 2021           | ottobre 203    |
| 111 | Sherlock Holmes: l'occhio di Heka                       | David Marcum                                                   | Sherlock Holmes and The Eye of Heka                                                 | 2021           | novembre 2023  |
| 112 | Sherlock Holmes: caccia al Koh-I-Noor                   | David MacGregor                                                | The Adventure of the Fallen Soufflé in Sherlock in Love: The Holmes-Adler Mysteries | 2021           | dicembre 2023  |
| 113 | Sherlock Holmes e il mistero dell'uomo meccanico        | Antonella Mecenero                                             |                                                                                     | 2014           | gennaio 2024   |
| 114 | Sherlock Holmes: la maledizione della mummia            | Margaret Walsh                                                 | Sherlock Holmes and The Curse of Neb-Heka-Ra                                        | 2022           | febbraio 2024  |
| 115 | Sherlock Holmes: il mistero della freccia assassina     | Daniel D. Victor                                               | Sherlock Holmes and The Case of the Fateful Arrow                                   | 2022           | marzo 2024     |
| 116 | Sherlock Holmes: morte allo zar                         | Richard Krevolin-John Raffensperger                            | Sherlock Holmes and The Plot To Assassinate The Tsar                                | 2021           | aprile 2024    |
| 117 | Sherlock Holmes: il falso segreto                       | Richard T. Ryan                                                | Three May Keep a Secret                                                             | 2021           | maggio 2024    |
| 118 | Sherlock Holmes: il manoscritto scomparso di Mark Twain | Roger Riccard                                                  | Sherlock Holmes & the Case of the Twain Papers                                      | 2014           | giugno 2024    |
| 119 | Sherlock Holmes: assassinio al contrario                | Tim Major                                                      | Sherlock Holmes: The Back to Front Murder                                           | 2021           | luglio 2024    |
| 120 | Sherlock Holmes: orrore a Whitechapel                   | Frank Emerson                                                  | Sherlock Holmes and the Unmasking of the Whitechapel Horror                         | 2023           | agosto 2024    |
| 121 | Sherlock Holmes. Vendetta dall'oltretomba               | David Stuart Davies                                            | The Further Adventures of Sherlock Holmes: Revenge from the Grave                   | 2022           | settembre 2024 |
| 122 | Sherlock Holmes. Omicidi sotto la lente                 | Attiani-Cova-Jovanaz & Jannelli-Martinelli-Mezzabarba-Vianello |                                                                                     |                | ottobre 2024   |
| 123 | Sherlock Holmes. La macchina dei fantasmi               | David MacGregor                                                | Sherlock Holmes and The Adventure of the Ghost Machine                              | 2021           | novembre 2024  |
| 124 | Sherlock Holmes. Il mostro del lago                     | Philip Purser-Hallard                                          | Sherlock Holmes: The Monster of the Mare                                            | 2023           | dicembre 2024  |
| 125 | Sherlock Holmes. Il club infernale                      | Margaret Walsh                                                 | Sherlock Holmes and the Hellfire Heirs                                              | 2023           | gennaio 2025   |
| 126 | Sherlock Holmes e l'enigma del cadavere scomparso       | Luca Martinelli                                                |                                                                                     |                | febbraio 2025  |
| 127 | Sherlock Holmes. Scacco mortale                         | Richard T. Ryan                                                | The Poisoned Pawn: A Sherlock Holmes Adventure                                      | 2022           | marzo 2025     |
| 128 | Sherlock Holmes. La morte invisibile                    | Gretchen Altabef                                               | Sherlock Holmes: Five Miles of Country                                              | 2024           | aprile 2025    |
| 129 | Sherlock Holmes. Tenebre su Londra                      | M.J.H. Simmonds                                                | Sherlock Holmes and the Adventure of the Found Note                                 | 2023           | maggio 2025    |
| 130 | Dio salvi la regina e Sherlock Holmes                   | Lucio Nocentini                                                |                                                                                     | 2025           | giugno 2025    |
| 131 | Rapacità                                                | Daniel D. Victor                                               | Sherlock Holmes and a Tale of Greed                                                 | 2023           | luglio 2025    |